# Табан-Хурган
Табан-Хурган (бур. табан хурган — «пять пальцев») — каменный останец, напоминающий кисть руки с обращёнными вверх немного сжатыми пальцами. Находится в Тугнуйской долине близ села Нарсатуй Мухоршибирского района Бурятии.
Появился в результате действия тектонических процессов, ветра и воды в течение длительного времени. Является священным камнем бурят, а ранее — живших здесь меркитов, а ещё ранее — хунну.
Буряты поклонялись «Пяти пальцам» до 1930 года. В советское время священные обряды прекратились на долгие годы. В 2006 году представители религиозной организации шаманов «Тэнгэри» возобновили обряд поклонения «Табан хурган».